# 1SWASP J140747.93-394542.6 b
1SWASP J140747.93-394542.6 b（1SWASP J1407b や J1407b と略される、以下原則として J1407b と表記する）は地球からケンタウルス座の方向に約450光年離れた位置にある自由浮遊惑星または褐色矮星のいずれかであるとされる亜恒星天体であり、非常に巨大な周惑星円盤または環構造を持つことで知られる。
2007年に望遠鏡による自動観測から初めて検出され、その円盤が恒星 1SWASP J140747.93-394542.6（別名ケンタウルス座V1400星、以下原則として略称 J1407 で表記する）の前面を覆ったことで、56日間にわたる一連の減光現象を引き起こした。この J1407b による食は、2010年に天文学者の Mark Pecaut と Eric Mamajek によって発見され、2012年に初めて公表された。J1407b の周囲にある円盤は半径が約 9000万 km の環と隙間で構成されており、周囲を公転する太陽系外衛星が形成されている可能性が示されている。当初は J1407 の周囲を公転していると考えられていたが、その後の研究で、J1407b は J1407 の手前を偶然通過した天体であり、両者は重力で束縛されていない可能性が高いことが示唆されている。J1407b は2017年に高解像度の電波画像でその姿が観測された可能性があり、その質量は木星の6倍未満である可能性がある。

## 2007年の食とその発見
2007年4月7日から6月4日の56日間にかけて、太陽系外惑星探索プロジェクトのスーパーWASP、および全天自動捜索システム (ASAS) プロジェクトの望遠鏡によって、J1407 の一連の著しい減光現象を起こす様子を自動的に記録された。これらの減光現象のパターンは複雑であるがほぼ対称的な経過となっており、不透明な円盤状の構造が J1407 の手前を覆っていることを示している。2007年の J1407 の光度曲線には少なくとも5回の主要な減光が見られ、その中には長く非常に大きい減光が1回含まれ、その中間付近から12日前後と26日前後に対称的に発生する2組の小さな減光が生じていた。最も 大きい減光は約14日間続き、J1407 の全光度の少なくとも 95％ を遮り、見かけの明るさにして少なくとも3.3等級暗くなった。その前後に生じた小さな減光では全光度の少なくとも 60％ が遮られ、見かけの明るさにして少なくとも1等級暗くなった。
この現象は2010年12月3日まで注目されなかったが、ロチェスター大学の教授である Eric Mamajek とその大学院生であった Mark Pecaut が、一般に公開されているスーパーWASPの光度曲線のデータベースを調査している時に J1407 で2007年にこの一連の減光が発生していたことに気づいた。Mamajek と Pecaut は元々、2009年から研究していたさそり–ケンタウルス座アソシエーションの候補である低質量の恒星の明るさの変動を調べるためにスーパーWASPのデータを使用するつもりだった。2人とその共同研究者らは2012年1月にアメリカのテキサス州にあるオースティンで開催された第219回アメリカ天文学会会合にてこの J1407 の減光の発見を初めて発表し、その後、同年3月に科学雑誌アストロノミカルジャーナルにその研究結果が正式に掲載された。
J1407 の周辺での捜索で伴星らしき天体は発見されなかったことから、J1407 を覆った天体の質量は恒星よりも小さい（木星質量の80倍未満）ことが示唆されており、これはこの天体が褐色矮星か惑星質量天体のいずれかである可能性があることを意味する。Mamajek らの研究チームは、連星系を成している伴星あるいは太陽系外惑星として、J1407 よりも小さな天体がその周囲を公転している可能性があると仮説を立てたが、その後の研究ではこのシナリオは否定されている。

## 名称
この天体は、Tim van Werkhoven、Matthew Kenworthy、および Eric Mamajek が2014年に発表した論文で初めて「J1407b」と名付けられ、この論文では J1407b が太陽系外惑星として恒星「ケンタウルス座V1400星」の周りを公転していると想定されていた。J1407b が発見された当時、主星とされたケンタウルス座V1400星は「J1407」と呼称されたが、これはケンタウルス座V1400星のスーパーWASPにおけるカタログ名である 1SWASP J140747.93–394542.6 に由来しており、 この名称は赤道座標における恒星の天球上での座標が元となっている。J1407b という名称は、太陽系外惑星の命名規則に従ってこの主星の名前の後に小文字の「b」を追加したものである。

## 円盤の特性と衛星の可能性

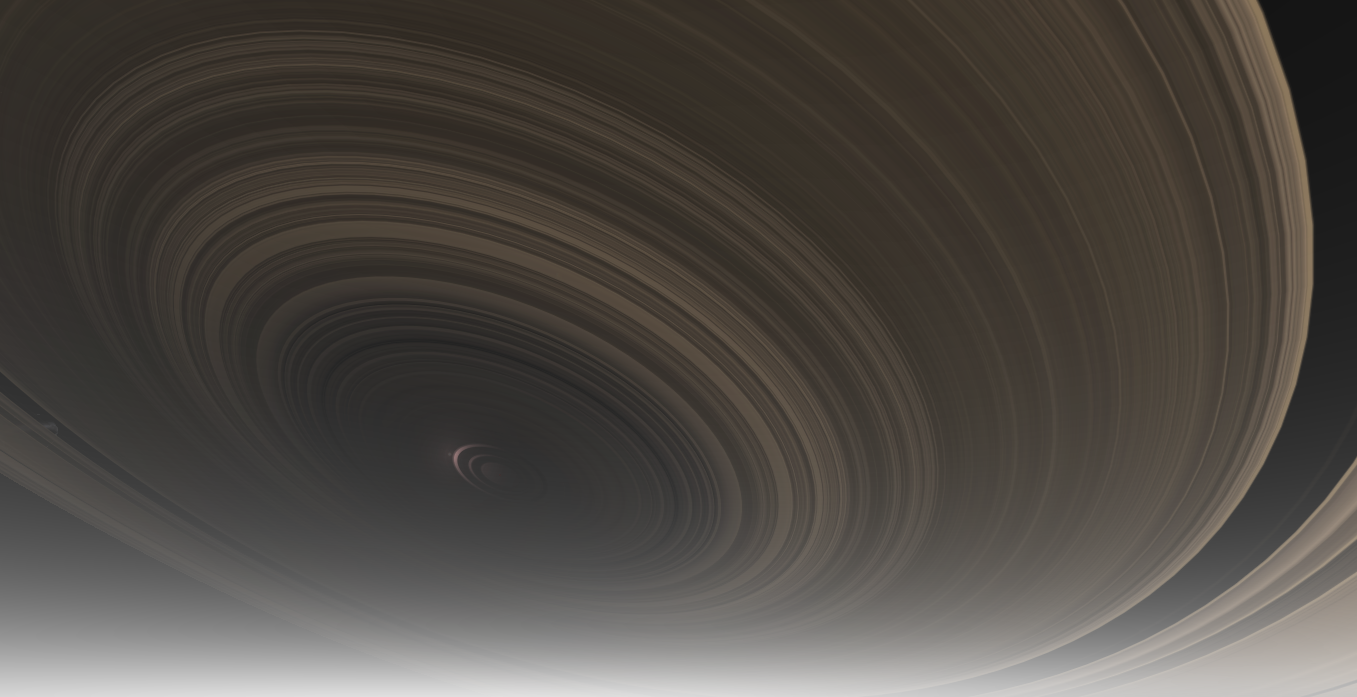
Celestiaで再現された、J1407b の周囲に広がる環の想像図

J1407b の周囲にある円盤は周惑星円盤、または主に塵で構成された巨大な環であると考えられる。J1407b による食が起きている際の J1407 の減光のペースから求めると、J1407b とその円盤が J1407 に対して 35 km/s の 速度で地球上から見て横方向へ動いていたことを示し、これは J1407b とその円盤の外縁までの距離（円盤の半径）が約 0.6 au（約9000万 km）に相当することを意味する。比較として、これは土星の環の中で最も外側にあるE環の外縁の土星からの距離より約200倍大きく、太陽系における太陽の位置に J1407b があると仮定すると水星軌道（0.39 au）と金星軌道（0.72 au）の間にまで広がるということになる。J1407b の周惑星円盤または環は土星の環とよく比較されており、大手メディアで J1407b はスーパーサターン (Super Saturn) または Saturn on Steroids と表現されることもある。仮に太陽系の土星軌道に J1407b が存在していれば、地球上からでも満月よりも明るく輝くことになり、夜間になると容易に観測ができると考えられる。
円盤の半径は、J1407b のロッシュ限界である 0.001 au（約15万 km）をはるかに超えており、後述の通り、J1407b の円盤には間隙が存在していると考えられることから、円盤内を公転する太陽系外衛星（J1407b が褐色矮星の場合は太陽系外惑星となる）が形成されている可能性がある。J1407b の円盤は J1407b の軌道面と地球から見た視線方向に対して約13度傾いており、これにより食発生時のほぼ対称的な光度曲線の形状と、食の開始と終了にかかる時間に差が生じていることを説明できる。食発生時の J1407 の減光率の変動から、J1407b の円盤の半径に対する厚さの割合は約 0.0015 であり、円盤の半径を 0.6 au とすると厚さは 0.0009 au（約13万 km）となる。
J1407b の食発生時の J1407 の減光の度合いが複雑に変化することから、円盤は同心円状の様々な大きさを持った環と不透明度の異なる間隙（隙間）で構成されていることがわかる。2015年に Matthew Kenworthy と Eric Mamajek が行った J1407b による食発生時の J1407 の光度曲線分析では、J1407b の円盤は J1407b から 0.6 au までの範囲に広がる少なくとも37本の異なる環で構成されていることが判明した。円盤内で最も内側にある環は J1407b から 0.206 au（約3080万 km）まで広がっており、円盤の中で最も不透明な領域となっている。環の質量の密度が不透明さの度合いに比例していると仮定すると、J1407b の円盤の全質量は月の約100倍（地球の約1.23倍）となる。
円盤内において J1407b から 0.396 - 0.421 au（約5920万 - 6300万 km）離れた幅約400万 km の領域に間隙があり、これは土星の環に存在している羊飼い衛星と同様に、その間隙内を公転する地球と火星の中間程度の規模（質量は地球質量の0.8倍未満）を持ち、J1407b の周囲を約2年の公転周期で公転する太陽系外衛星が円盤を構成している周囲の物質を取り除いたことで形成されたと考えられている。他にも、J1407b から 0.354 - 0.360 au（約5300万 - 5390万 km）離れた領域にも幅が約100万 km とより狭いもう1つの間隙があり、これもその間隙内を公転する太陽系外衛星によって形成されたことが示されている。J1407b の円盤内に間隙を形成させる可能性のある他のメカニズム、例えば複数の太陽系外衛星間との作用で発生する軌道共鳴によるシナリオなどは、観測された他の J1407b の円盤の特徴を上手く説明することができないため、可能性は低いと考えられている。全体として、J1407b のロッシュ限界の外側の環と隙間の存在、そして太陽系外衛星が存在する可能性を示す証拠を組み合わせると、J1407b の円盤は現在、周囲を公転するより多くの衛星の形成に向けて集積している過程にあることが示唆されており、数十億年以内にこの集積の過程を経た円盤内の物質は新たな太陽系外衛星となり、最終的には衛星系（J1407b が褐色矮星の場合は惑星系）となるとみられる。

## J1407を公転する天体である可能性
Mamajek らの研究チームは当初、J1407 がかなり若い恒星であるため、原始惑星系円盤が恒星とその周りに存在すると推定される伴星の周囲に存在する可能性があり、また、主星と伴星のうち一方のみが円盤に囲まれている食連星の存在が知られている（例えばぎょしゃ座ε星）ことから、J1407b は J1407 と重力で束縛されてその周囲を公転しているという仮説がもっともらしいと考えていた。現在ではこの仮説は時代遅れなものとみなされているが、J1407b が J1407 を周回する亜恒星天体または太陽系外惑星であるという仮説は、2015年に Kenworthy と Mamajek がそれぞれの大学から発表したプレスリリースで J1407b に関する研究を発表したことで一般的に広まった。

### 提案された軌道

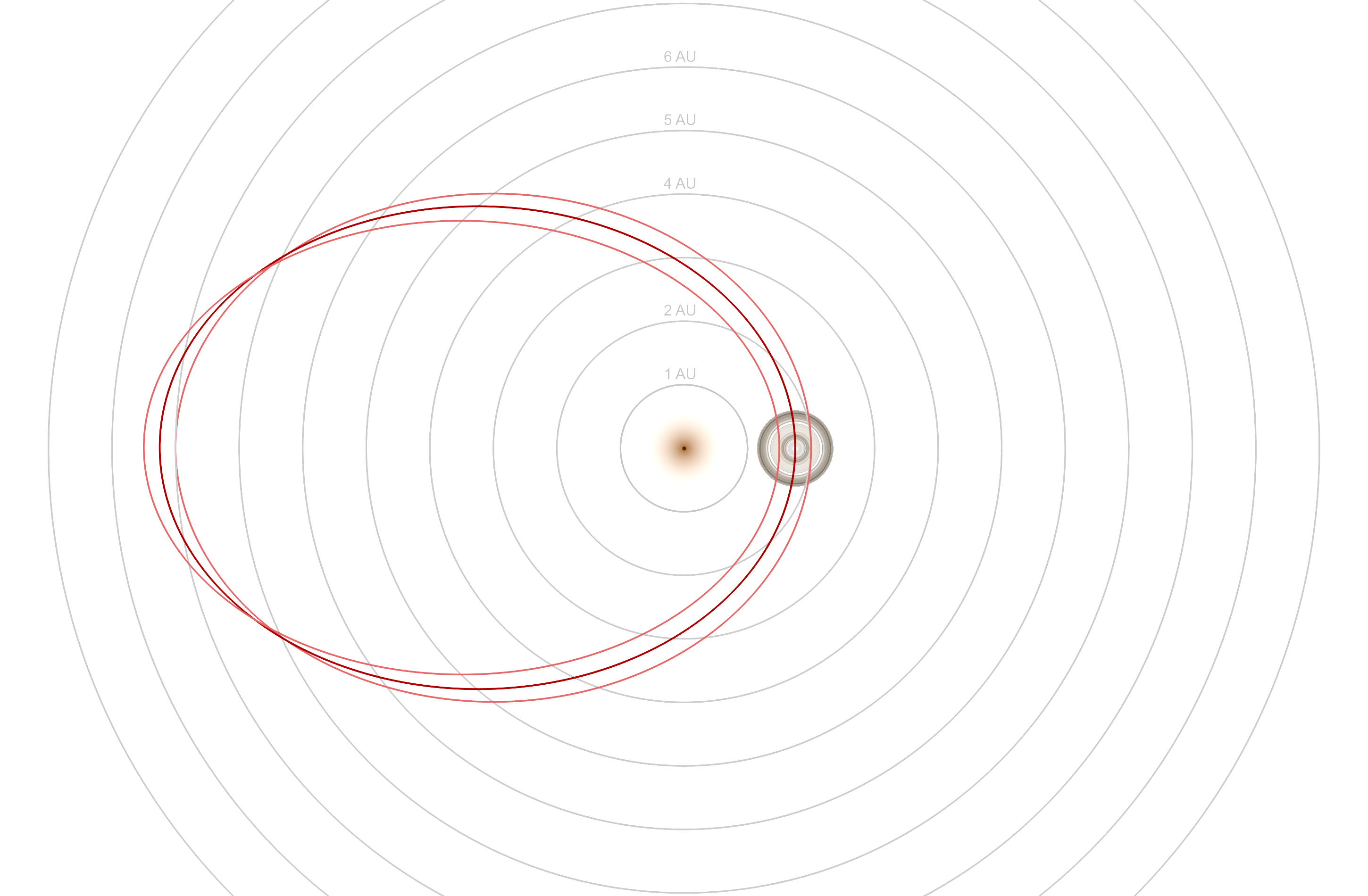
仮説上の J1407 系における J1407b の軌道を示した図。実際の比率に合わせた J1407b の円盤も描かれている。J1407b が描いている可能性がある楕円軌道の範囲を赤色で示している。

J1407b が J1407 の周囲を公転しているという仮定に従えば、2007年の食発生中に求められた J1407b の横方向の視線速度である 35 km/s は、主星の周りにおける公転速度と同じであると考えることが出来る。この公転速度に基づくと、J1407b の軌道離心率に応じて様々な値の公転周期が求まる。J1407b が一定の公転速度で完全な円軌道を公転している場合、公転周期は約200日となるが、軌道上の位置に応じて公転速度が変化する楕円軌道である場合、公転周期は最大で数年まで長くなる可能性があるとされた。
2007年以降の J1407 の継続的な明るさの観測では食のような減光現象の兆候は見られなかったため、J1407b がほぼ円形の公転周期が短い軌道を公転している可能性は排除された。より広範な1890年から1990年までに行われた観測のアーカイブ記録における J1407 の明るさの分析でも同様に減光の兆候は見られず、J1407b が10年から20年の周期で公転している確率も 90％ 排除された。25年を超える公転周期となっている可能性は排除されていないが、ここまで長い公転周期になると J1407b は離心率が非常に大きい極端な楕円軌道を持つことが必要となり、このような軌道では J1407b の円盤が不安定となるため、この可能性は低いと考えられている。全体的な制約により、 J1407b が J1407 の周囲を公転している場合、公転周期は14年から17年（最も可能性の高い公転周期は16.5年から17年）の範囲となることが示唆されている。この範囲の公転周期となるには、J1407b の軌道離心率は 0.72 - 0.78 の範囲でなければならない。
| 名称 （恒星に近い順）       | 質量      | 軌道長半径 （天文単位）                 | 公転周期 (年) | 軌道離心率  | 軌道傾斜角 | 半径 |
| --------------------------- | --------- | --------------------------------------- | ------------- | ----------- | ---------- | ---- |
| b (J1407を公転している場合) | 5 - 20 MJ | >5.0 ± 0.1 （公転周期を11年以上と仮定） | 14 - 17       | 0.72 - 0.78 | 89.995°    | —    |

### 仮説に対する問題
Steven Rieder と Matthew Kenworthy による2016年に公表された研究では、J1407b の想定される楕円軌道における軌道力学の研究を行い、J1407b の円盤は質量に関わらず、J1407b のヒル半径（J1407 に対する J1407b の重力が影響する範囲）の大部分を占めるか、あるいはそれを超えて広がっていることが判明した。これは J1407b が主星 J1407 に最も近づく近点に近づく度に J1407 の重力の影響によって J1407b の円盤が容易に不安定になる可能性があることを意味している。 この楕円軌道における J1407b の円盤の力学的安定性の問題を解決するために、Rieder と Kenworthy は、J1407b が少なくとも木星の20倍の質量を持った褐色矮星でなければならず、その円盤は J1407b の公転方向に対して逆行する方向で J1407b の周囲を公転しなければならないことを示した。コンピュータシミュレーションによる結果からは、J1407b の公転方向と円盤の公転方向が同じならば円盤は数十年でかなり小さくなるのに対して、J1407b の公転方向に対して逆方向へ円盤が公転している場合は、10万年以上が経過しても地球から観測できるような規模の円盤を維持することが出来るということが判明したが、それでも1万年程度の時間スケールで徐々に縮小していく。Rieder と Kenworthy は、公転方向に対して逆行して公転する円盤が構造を維持できる寿命は、J1407b に接近した彗星の潮汐破壊のような塵生成のプロセスによって延命される可能性があるとしている。
公転方向に対して逆行する円盤の方が安定性が高いにもかかわらず、J1407b の円盤が平坦で、J1407 の周囲において想定される軌道に対して円盤がやや傾いている理由を説明することは出来ていなかった。主星からの重力の影響は、J1407b の円盤を J1407b の赤道上ではなく軌道面上に配置させるほど強力であり、その結果、J1407b の円盤は場所によって大幅な歪みが生じることになる。この問題に加えて、公転方向に対して逆行する円盤がどのように形成されたのかという点、および想定される J1407b の極端な楕円軌道は、現在の惑星形成理論では簡単に説明できない。J1407b が J1407 の周回軌道上で形成された伴星である場合、周囲の円盤は J1407 の周りにおける J1407b の公転方向と同じ方向へ順行して J1407b の周りを公転することになると予想される。
想定される J1407b の楕円軌道を説明できる仮説の1つとして、重力により J1407b と摂動を起こしている、亜恒星天体クラスの規模を持つ未知の伴星が J1407b の外側に存在している可能性があるというものである。しかし、想定される J1407b の軌道よりも外側にある未知の亜恒星天体の伴星の存在は、2012年から2013年にかけて様々な望遠鏡を使用して J1407b の観測を試みた Mamajek らの研究チームによって既に存在しそうにないことが示されている。 近赤外線で J1407 を高解像度で撮影した結果、数 au の範囲内に J1407b や褐色矮星程度の質量を持つ伴星の存在を示す兆候は見つからなかった。ドップラー分光法による J1407 の視線速度観測では、質量が木星の12倍を超える伴星が主星の周囲を公転することで生じる視線速度変化の証拠は見られなかった。さらに、2001年から2020年までの19年間にわたる J1407 の明るさを記録した継続的な観測では、2007年のJ1407b による食の前後に木星規模の太陽系外惑星や亜恒星天体の伴星が主星の手前を通過したという証拠は見つからなかった。全体として、食が複数回繰り返されないこと、J1407b が直接的に検出されないこと、J1407b が持つと想定される楕円軌道とその円盤の安定性というこれらの複雑な特性から、J1407b が実際に J1407 の周囲を公転している可能性は低く、代わりに J1407b は J1407 とは直接的な関係がない自由浮遊惑星であることが示唆されるようになった。

## J1407と無関係な天体である可能性
2015年の研究で Mamajek と Kenworthy は当初、J1407b が自由浮遊天体であるという考えはありそうにないと否定していた。彼らの推論によると、恒星やその他の星間天体は通常、互いが非常に遠く離れているため（地球上から観測した際の射影上の距離が少なくとも約 1,000 au は離れている）、重力によって束縛されていない2つの天体が地球から見て同一の視線方向上に並び、互いを覆い隠す可能性は極めて低いとしていた。彼らはさらに、J1407b の巨大な円盤の存在は J1407b が J1407 の周囲にある別の恒星よりもかなり若いことを意味しており、仮に両者が重力で束縛されていない天体であるならば、J1407b の起源を説明するのが困難であると主張した。 しかし彼らは最終的に、J1407b が J1407 の重力に束縛されて周囲を公転しているという仮説に問題があることを発見したため、J1407b の性質に関する立場を見直した。

### ALMAによる観測
2017年、Kenworthy とその共同研究者らはアタカマ大型ミリ波サブミリ波干渉計 (ALMA) を用いて J1407b の探索を実施した。ALMAは、ミリ波の電波周波数で観測を行うことで環の構造を持つ亜恒星天体からの熱放射を検出することができる。ALMAによって得られた高解像度の電波画像からは、主星 J1407 から100ミリ秒角以内の範囲に、重力で束縛されていると考えられる伴星が存在する証拠は見つけられなかったが、すぐ近くに存在する別の天体を検出した。この天体は、J1407 からは 438 ± 8 ミリ秒角離れている。J1407 の地球からの距離を考慮すると、この角距離は見かけ上の射影距離（この天体と J1407 が地球から同一の距離にあると仮定）にすると約 61 au に相当し、これは提案されていた J1407b の軌道と比較すると遠すぎる。この角距離は、重力で束縛していない天体が2007年から2017年の約10年に渡って J1407b の横方向への移動速度で J1407 から移動したと仮定した際に予想される角距離（543 ± 82 ミリ秒角）に近く、自由浮遊天体であるならば、ALMA によって観測されたこの天体が J1407b である可能性があることを示している。
2019年、Kenworthy らは超大型望遠鏡VLTによる高解像度の観測を行い、J1407b の追跡探索を試みた。近赤外線で撮影された画像からは、ALMA による観測から検出された天体は検出されず、J1407 から 30 au（0.25秒角）より遠方にある木星の6倍を超える質量を持つ亜恒星天体や、100 au（0.7秒角）より遠方にある木星の4倍を超える質量を持つ天体が存在している兆候は見られなかった。近赤外線波長によるこれらの観測で天体が検出されなかったことにより、ALMA によって検出された天体の質量は木星の6倍未満となり、褐色矮星の質量の下限値として知られている木星質量の13倍を下回っているため、J1407b は準褐色矮星または自由浮遊惑星であるということになる。ALMAによって検出された天体は、惑星系外へ放出された若い惑星である可能性があるが、もしこれが J1407bの場合、その横方向への移動速度はさそり–ケンタウルス座アソシエーションに関連する天体から飛来したものではないことを示唆している。
ALMA によって検出されたこの天体の特性は、想定される J1407b の特徴と一致するように思えるが、まだ一度しか観測されていないため、正しい方向と速度で移動しているかどうかはまだ確認されていない。この天体がほぼ静止しているように見える背景の銀河である可能性や、画像上に生じたノイズによる誤検出である可能性も残されているが、実際にはこれら2つの可能性は低いと考えられている。ALMA は2024年の6月と7月に J1407 を再観測しており、データが分析されて公開されれば、この天体の詳細な特徴の確認に繋がるかもしれない。